# Оффенберг, Сергей Владимирович
Сергей Владимирович Оффенберг (17 октября 1892, Севастополь, Таврическая губерния — август 1981, Коннектикут) — русский морской офицер подводник, участник Первой мировой войны, лейтенант РИФ (1916). Участник Гражданской войны, старший лейтенант Белого флота ВСЮР (1920), командир ПЛ «Тюлень», ПЛ «Буревестник». В составе Русской эскадры ушёл в Бизерту. В эмиграции в США.

## Биография

### Происхождение
Родился в Севастополе 17 октября 1892 года в семье дворянина Таврической губернии, старшего помощника судостроителя Севастопольского порта генерал-лейтенанта Владимира (Вольдемара-Христиана) Христиановича Оффенберга (1856—1927) и Дарьи Кузьминичны Оффенберг (урождённой Пучковой, ок. 1868 ― 1944). Семья владела домом в Санкт-Петербурге и имением в Таврической губернии. Во второй класс школы Карла Мая Сергей поступил в 1901 году и окончил четыре класса реального училища в 1906 году. В 1907 году стал воспитанником Морского кадетского корпуса. В семье были братья Владимир (1891—1971), Павел (ок. 1902), сёстры Вера (ок. 1891) и Галина (ок. 1906). После революции и гражданской войны в России генерал-лейтенант В. Х. Оффенберг и Д. К. Оффенберг, вместе с дочерьми и младшим сыном эвакуировались из Крыма в Константинополь. В июле 1921 года переехали в Королевство СХС и позднее в США.

### Военная служба
Поступил в Морской корпус воспитанником 9 сентября 1907 года. На действительной службе с 1 октября 1910 года. Окончил МК, произведен в корабельные гардемарины 14 апреля 1913 года. В плавании на броненосце «Евстафий» 15.05-7.10.1913. Произведен в мичманы 5 октября 1913 года. Зачислен в Черноморский флотский экипаж с 14.10.1913. Вахтенный офицер ЛК «Евстафий» 5.11-15.12.1913 и 25.12.1913-9.05.1915. Вахтенный начальник минного заградителя «Прут» 15-25.12.1913. Окончил краткие радиотелеграфные курсы 4 апреля 1914 года.
Участник Первой мировой войны. Назначен в Бригаду ПЛ Черноморского флота с 24 апреля 1915 года. В практическом плавании на ПЛ «Карась» 18.05-22.06.1915. Прикомандирован слушателем офицерских курсов подводного плавания при Бригаде ПЛ Черноморского флота с 22.06.1915, закончил курсы 16.02.1916. В практическом плавании на ПЛ «Тюлень» 22.06.1915-21.02.1916. Вахтенный начальник ПЛ «Тюлень» 21.02-15.03.1916. Зачислен в офицеры Подводного плавания с 9 марта 1916 года. Вахтенный начальник ПЛ «Карась» 15.03-7.07.1916. Вахтенный начальник, с 27.07.1916 минный офицер, с 14.12.1916 старший офицер ПЛ «Морж» 7.07.1916-18.03.1917. Произведен в лейтенанты 30 июля 1916 года.
Старший офицер ПЛ «Кашалот» 18.03-16.07.1917, при высадке десантной группы с ПЛ «Кашалот» на побережье противника ранен во время обстрела шлюпки с берега 4 июня 1917 года. Командир ПЛ «Буревестник» 11.1917-02.1918.
Состоял в резерве чинов флота Украинской Державы 05-09.1918. Во время Гражданской войны в России служил в белом ЧФ. Состоял в охране ПЛ «Утка» и дивизиона ПЛ 1.11.1918-1.03.1919, в команде ПЛ «Тюлень» 1.03-1.08.1919. Старший офицер, с 2.07.1920 командир ПЛ «Тюлень» 1.08.1919-21.11.1920. Произведен в старшие лейтенанты 26 октября 1920 года. Участник Крымской эвакуации, ушел на ПЛ «Тюлень» из Севастополя в Константинополь в ноябре 1920 года. Командир ПЛ «Буревестник» 21.11.1920-01.1921, на которой перешел из Константинополя в Бизерту в декабре 1920 года.
Из Туниса уехал в Германию, где проживал в 1921—1923 годах. В 1923 году переехал в США. Первое время работал в разных сферах, занимался постройкой домов. Работал в городе Стратфорде на заводе компании Sikorsky Aircraft механиком, чертежником в 1929—1959 годах. В 1959 году вышел на пенсию, проживал в Сент-Питерсберге, Флорида. Скончался в августе 1981 года в штате Коннектикут, США.

## Награды
- орден Св. Анны 4 ст. с надписью «За храбрость» (1914),
- орден Св. Станислава 3 ст. с мечами и бантом (1915),
- орден Св. Анны 3 ст. с мечами и бантом (1915).
- медали[1][3].

## Семья
- жена — Татьяна Владимировна Оффенберг[3].